# Abraham Stürler

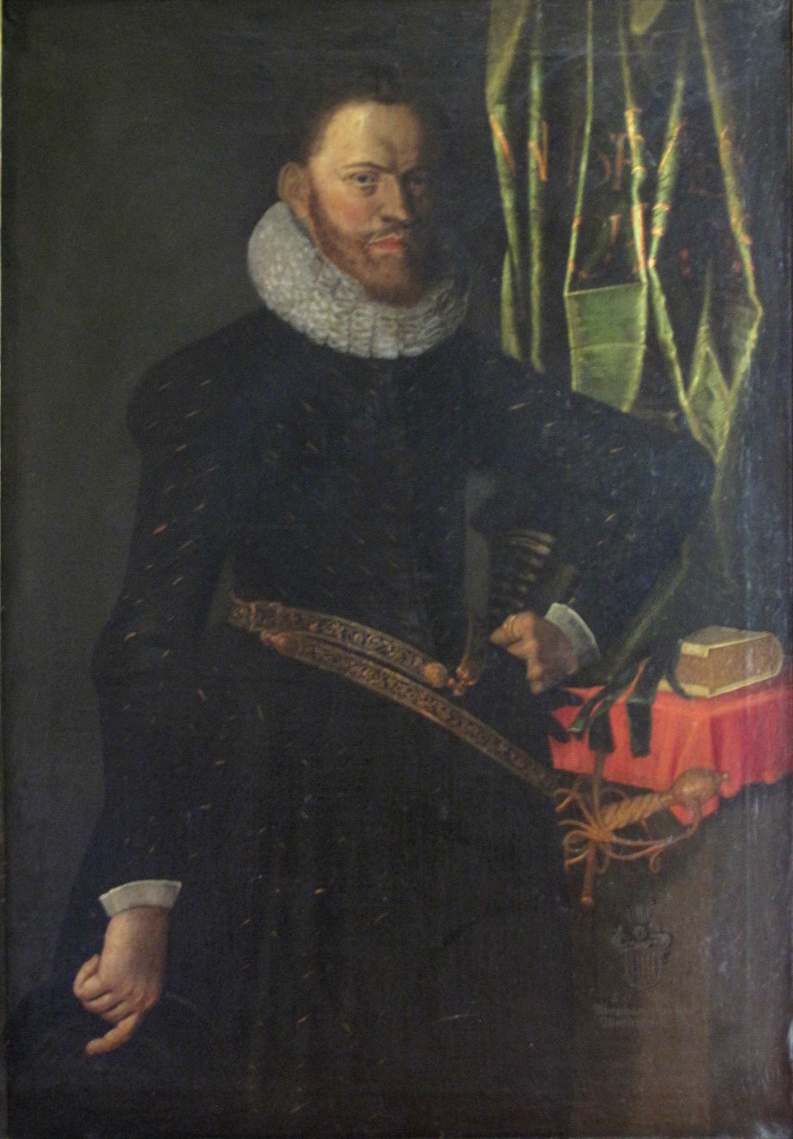
Abraham Stürler (1610)

Abraham Stürler († 1624) war ein Schweizer Magistrat.

## Leben
Abraham Stürler kam als Sohn des Ägidius Stürler und der Anna von Mülinen zur Welt und ist damit ein Ururenkel des Adrian von Bubenberg. 1584 heiratete er Agatha Wurstemberger, 1585 gelangte der in den Grossen Rat der Stadt Bern und in den Jahren 1588 bis 1594 amtete er als Landvogt in Oron. In den Kleinen Rat wurde er 1595 gewählt und 1597 bis 1603 war er Gubernator in Aigle. 1603 bis 1607 war er Venner zu Gerwern und von 1610 bis zu seinem Tod Welschseckelmeister.
1612 war er Gesandter zum Bündnisabschluss Berns mit dem Markgrafen von Baden-Durlach und 1616 erster Gesandter zur Beschwörung des erneuerten Burgrechts mit Neuenburg und 1617 zum Bündnisabschluss mit Savoyen. Abraham Stürler besass das Schloss Chardonne VD.

## Archive
- Ehebrief Abraham Stürler und Agathe Wurstemberger, Mss.h.h.XXXIIa.2 (7) im Katalog der Burgerbibliothek Bern
- Amtspapiere des Welschseckelmeisters Abraham Stürler (1595–1619), Mss.h.h.XXXIIa.11 (1) im Katalog der Burgerbibliothek Bern
- Streubestände in der Burgerbibliothek Bern